# Saison 4 de Battlestar Galactica
Chronologie
Saison 3
Cet article présente le guide des épisodes de la quatrième saison de la série télévisée Battlestar Galactica.
En raison de la grève des scénaristes américains, cette saison connaît - aux États-Unis et au Royaume-Uni - une pause importante de plus de six mois entre ses dix premiers et dix derniers épisodes.

## Synopsis

### Points clés de la saison
- Alliance avec les cylons rebelles
- Découverte de la terre
- Mutinerie générale dans la flotte
- Mort de certains personnages
- Retour de certains personnages

## Distribution

### Personnages principaux
- Edward James Olmos (VF : Philippe Catoire) : Commandant William Adama
- Mary McDonnell (VF : Annie Balestra) : Présidente Laura Roslin
- Katee Sackhoff (VF : Ariane Deviègue) : Lieutenant Kara Thrace
- Jamie Bamber (VF : Mathias Kozlowski) : Capitaine Lee Adama
- James Callis (VF : Guy Chapellier) : Professeur Gaïus Baltar
- Tricia Helfer (VF : Laura Préjean) : Numéro Six
- Grace Park (VF : Marie-Ève Dufresne) : Lieutenant Sharon Valerii

### Personnages réguliers
- Michael Hogan (VF : Michel Voletti) : Colonel Saul Tigh
- Aaron Douglas (VF : Olivier Cordina) : Premier maître Galen Tyrol
- Tahmoh Penikett (VF : Bruno Forget) : Capitaine Karl "Helo" Agathon
- Kandyse McClure (VF : Fatiha Charette) : Lieutenant Anastasia Dualla
- Richard Hatch (VF : Bruno Dubernat) : Vice-président Tom Zarek
- Alessandro Juliani (VF : Thierry Bourdon) : Lieutenant Felix Gaeta
- Leah Cairns : Lieutenant Margaret Edmondson
- Nicki Clyne (VF : Sophie Froissard) : Cally
- Luciana Carro : Louanne "Kat" Katraine
- Kate Vernon : Ellen Tigh
- Lucy Lawless (VF : Vanina Pradier) : D'anna Biers/Numéro Trois
- Dean Stockwell (VF : Bernard Soufflet) : Cavil

## Équipe de production

### Producteurs
- Ronald D. Moore : Créateur, producteur délégué, scénariste
- David Eick : Producteur délégué
- Michael Angeli : Coproducteur délégué
- Jane Espenson : Coproducteur délégué
- Michael Taylor (en) : Coproducteur délégué
- Mark Verheiden : Coproducteur délégué
- Harvey Frand : Producteur superviseur
- Bradley Thompson : Producteur superviseur
- David Weddle : Producteur superviseur
- Ron E. French : Producteur
- Michael Rymer : Producteur
- Glen A. Larson : Producteur consultant
- Paul M. Leonard : Coproducteur
- Andrew Seklir : Producteur associé

### Réalisateurs
- Michael Rymer : 6 épisodes
- Michael Nankin : 4 épisodes
- Edward James Olmos : 2 épisodes
- Wayne Rose : 2 épisodes
- Anthony Hemmingway : 1 épisode
- Rod Hardy : 1 épisode
- Paul Edwards : 1 épisode
- Ronald D. Moore : 1 épisode
- John Dahl : 1 épisode
- Gwyneth Horder-Payton : 1 épisode
- Robert Young : 1 épisode

### Scénaristes
- Ronald D. Moore : 4 épisodes
- David Weddle : 4 épisodes
- Bradley Thompson : 4 épisodes
- Michael Angeli : 3 épisodes
- Michael Taylor (en) : 3 épisodes
- Jane Espenson : 3 épisodes
- Mark Verheiden : 2 épisodes
- Seamus Kevin Fahey : 1 épisode
- Ryan Mottesheard : 1 épisode

## Épisodes
1. Celui qui croit en moi (He That Believeth in Me)
2. Lobotomie (Six of One)
3. Les Liens de la contrainte (The Ties That Bind)
4. La Fuite (Escape Velocity)
5. Mutinerie (The Road Less Traveled)
6. La Foi (Faith)
7. La Trêve (Guess What's Coming to Dinner?)
8. Prise de pouvoir (Sine Qua Non)
9. Plan d'attaque (The Hub)
10. Otages en danger (Revelations)
11. Déception (Sometimes a Great Notion)
12. La Motion de Zarek (A Disquiet Follows My Soul)
13. Le Serment (The Oath)
14. Un bain de sang (Blood on the Scales)
15. Sans issue (No Exit)
16. Le Retour de Gaïus (Deadlock)
17. Quelqu'un pour veiller sur moi (Someone to Watch Over Me)
18. La Naissance d'un Ange (Islanded in a Stream of Stars)
19. La Mère de l'humanité - 1ère partie (Daybreak - Part. 1)
20. La Mère de l'humanité - 2ème partie (Daybreak - Part. 2)
21. La Mère de l'humanité - 3ème partie (Daybreak - Part. 3)

### Celui qui croit en moi
- États-Unis : 4 avril 2008 sur Sci Fi Channel
- France : 10 mai 2009 sur Sci Fi

- Rekha Sharma (Tory Foster)

- Le titre de l'épisode se réfère à l'Évangile selon Jean, chapitre 11:25-26, dans le Nouveau Testament : « Jésus lui dit : Je suis la résurrection et la vie. Celui qui croit en moi vivra, quand même il serait mort ; […] » L'épisode fut généralement bien reçu et a obtenu un Emmy Award.

### Lobotomie
- États-Unis : 11 avril 2008 sur Sci Fi Channel
- France : 10 mai 2009 sur Sci Fi

- Nous pouvons voir dans cet épisode le Space Park en réparation après l'attaque des cylons dans la nébuleuse ionienne où il fut endommagé au niveau de l'anneau par deux missiles.
- Certains cylons commencent à se rebeller contre l'attitude de celui appelé Cavil.

### Les Liens de la contrainte
- États-Unis : 18 avril 2008 sur Sci Fi Channel
- France : 10 mai 2009 sur Sci Fi

### La Fuite
- États-Unis : 25 avril 2008 sur Sci Fi Channel
- France : 17 mai 2009 sur Sci Fi

### Mutinerie
- États-Unis : 2 mai 2008 sur Sci Fi Channel
- France : 17 mai 2009 sur Sci Fi

### La Foi
- États-Unis : 9 mai 2008 sur Sci Fi Channel
- France : 24 mai 2009 sur Sci Fi

### La Trêve
- États-Unis : 16 mai 2008 sur Sci Fi Channel
- France : 24 mai 2009 sur Sci Fi

### Prise de pouvoir
- Royaume-Uni : 27 mai 2008 sur Sky One
- France : 31 mai 2009 sur Sci Fi

### Plan d'attaque
- États-Unis : 6 juin 2008 sur Sci Fi Channel
- France : 7 juin 2009 sur Sci Fi

- Lorena Gale (Elosha)

### Otages en danger
- États-Unis : 13 juin 2008 sur Sci Fi Channel
- France : 7 juin 2009 sur Sci Fi

### Déception
- États-Unis : 16 janvier 2009 sur Sci Fi Channel
- France : 6 septembre 2009 sur Sci Fi

### La Motion de Zarek
- États-Unis : 23 janvier 2009 sur Sci Fi Channel
- France : 6 septembre 2009 sur Sci Fi

### Le Serment
- États-Unis : 30 janvier 2009 sur Sci Fi Channel
- France : 13 septembre 2009 sur Sci Fi

### Un bain de sang
- États-Unis : 6 février 2009 sur Sci Fi Channel
- France : 13 septembre 2009 sur Sci Fi

### Sans issue
- États-Unis : 13 février 2009 sur Sci Fi Channel
- France : 20 septembre 2009 sur Sci Fi

### Le Retour de Gaïus
- États-Unis : 20 février 2009 sur Sci Fi Channel
- France : 20 septembre 2009 sur Sci Fi

### Quelqu'un pour veiller sur moi
- États-Unis : 27 février 2009 sur Sci Fi Channel
- France : 27 septembre 2009 sur Sci Fi

### La Naissance d'un ange
- États-Unis : 6 mars 2009 sur Sci Fi Channel
- France : 27 septembre 2009 sur Sci Fi

### La Mère de l'humanité:1repartie
- États-Unis : 13 mars 2009 sur Sci Fi Channel
- France : 4 octobre 2009 sur Sci Fi

### La Mère de l'humanité:2epartie
- États-Unis : 20 mars 2009 sur Sci Fi Channel
- France : 4 octobre 2009 sur Sci Fi

Adama et des volontaires attaquent Cavil, dans une mission suicide avec le Galactica, en vue de récupérer Héra. Le combat s'engage et Héra est récupérée par Athéna qui tue Boomer. Caprica Six et Baltar voient leurs doubles qui s'avèrent être des anges. Le Galactica est abordé par Cavil qui pénètre dans le centre de contrôle et prend Héra en otage. Tigh lui propose la technologie de la résurrection en échange, ce qu'il accepte, mais lors du partage de mémoire par les cinq derniers, Tyrol apprend que c'est Foster qui a tué Cally : il étrangle alors Foster et la tue, ce qui interrompt le processus et provoque une fusillade pendant laquelle Cavil se suicide. Le Galactica saute alors en suivant les coordonnées correspondant à la musique que Kara entre dans l'ordinateur. Ils se retrouvent près d'une planète, la Terre du monde réel habitée par nos ancêtres, qu'ils décident d'habiter. Sam va guider le Galactica ainsi que les autres vaisseaux de la flotte vers le Soleil afin de les détruire, alors que le vaisseau-mère cylon est laissé aux centurions, pour qu'ils trouvent leur voie. Ils effectuent peu après un bond PRL, laissant derrière eux la Terre. Les Six, Huit et Deux partent vivre avec les humains. 
On suit ainsi les derniers moments des personnages et ce qu'ils vont faire sur la Terre : ils abandonnent la technologie et la science, sources de leurs maux. Baltar et Caprica vont cultiver des terres. Lee veut explorer le monde, escalader des montagnes. Kara, qui était un ange depuis sa réapparition du début de saison, a fini sa mission et disparaît. Adama part avec Roslin qui meurt de son cancer pendant le voyage. L'épilogue montre les anges Baltar et Caprica voyant la découverte de l'Ève mitochondriale de l'humanité faite par des scientifiques contemporains, qui est Hera, et se demandant si le cycle devait se produire à nouveau ou non.
Lors de la dernière scène dans une ville qui ressemble beaucoup à New York, Ronald D. Moore, scénariste de la série apparaît sous la forme d'un caméo. Il tient le journal par-dessus lequel Gaïus et Six apprennent la découverte de l'Eve mitochondriale.